# 閃光アミュレット
閃光アミュレット（せんこうアミュレット）は、日本の4人組（2022年6月16日からは3人）女性アイドルグループ。名古屋を拠点に活動。

## 概要
のちにリーダーに任命された成瀬姫乃と、近藤ひろしとの共同プロデュースにより発足。
2022年9月19日、解散。
大須 Rad Hallにて解散LIVEを行った。
その後のDt.BLDでの「おつかれさまふれあい会」は深夜3:30まで続いた。

## 沿革
- 2020年3月7日 - 「みんなのお守りアイドル」としてデビュー

## メンバー
| 名前       | 読み方        | 担当カラー             |
| ---------- | ------------- | ---------------------- |
| 成瀬姫乃   | なるせ ひめの | ピンクサファイア       |
| 愛宮きき   | あいみや きき | アクアマリン           |
| 爾来もみぃ | しらい もみぃ | バイオレットアメジスト |
| 陽野はるか | はるの はるか | ミントグリーンベリル   |

陽野はるか 2022年6月16日 脱退

## 作品

### シングルCD
1stシングル
- 2020年4月6日 発売

1. Precious
2. あなたのもとへ

2ndシングル
- 2020年6月7日 発売

1. REIWA DESTINATION!
2. ときめきアミュレット

3rdシングル
- 2020年12月発売

1. エンドレスサマー
2. スマイドル☆ポップ

4thシングル
- 2021年1月5日 発売

1. オリオン冬紀行
2. REIWA DESTINATION!

5thシングル
1. とまどいfast pain
2. 輝け乙女

### シングル配信
6thシングル
- 2022年6月5日 発売

1. step by step

7thシングル
- 2022年6月13日 発売

1. You & I モラトリアム

8tjシングル
- 2022年9月10日 発売

1. 純情アンサンブル

### その他
- orion